# Johannes Mayr (Psychologe)
Johannes Mayr (* 1948 in Steyr) ist ein österreichischer Psychologe und pensionierter Professor für Qualitätsentwicklung und Qualitätssicherung im Bildungsbereich.

## Leben
Nach der Matura studierte Mayr an der Pädagogischen Akademie der Diözese Linz für die Lehrtätigkeit an Volksschulen. Er unterrichtete einige Jahre an Volks- und Hauptschulen und promovierte berufsbegleitend an der Universität Wien in Psychologie. Danach war er Professor an der PA der Diözese Linz und arbeitete als klinischer Psychologe in einer fachärztlichen Praxis. Zeitweise war er Lektor an Universitäten in Innsbruck, Klagenfurt, Krems und Linz. Er habilitierte an der Universität Lüneburg in Pädagogischer Psychologie. Von 2006 bis 2014 war er Professor am Institut für Unterrichts- und Schulentwicklung der Alpen-Adria-Universität Klagenfurt.

## Schwerpunkte
Mayrs Arbeitsschwerpunkte sind einerseits Unterrichtsforschung in den Bereichen Schulklima, Klassenführung, Individualisierung und Differenzierung sowie Leistungsbeurteilung, andererseits Forschung zur Aus- und Fortbildung sowie zur Laufbahnberatung von Lehrkräften.
Zu seinen aktuellen Projekten zählen Forschungs- und Entwicklungsarbeiten zum Thema Klassenführung und die Beteiligung an der Studie Entwicklung von Motivation und Wissen in der Lehrerbildung (EMW). Mayr ist ferner Koordinator des internationalen Projekts „Career Counselling for Teachers“ (CCT). Im Rahmen dieses Projekts werden Materialien für die Laufbahnberatung von Studieninteressierten, Studierenden und im Beruf stehenden Lehrkräften entwickelt und über das Internet angeboten.

## Mitgliedschaften
- Deutsche Gesellschaft für Erziehungswissenschaft (DGfE)
- Deutsche Gesellschaft für Psychologie (DGPs)
- Österreichische Gesellschaft für Psychologie (ÖGP)
- Österreichische Gesellschaft für Forschung und Entwicklung im Bildungswesen (ÖFEB)
- Schweizerische Gesellschaft für Bildungsforschung (SGBF)